# رايموند جي. ديفيس
رايموند جي. ديفيس (بالإنجليزية: Ray Davis) هو ضابط أمريكي، ولد في 13 يناير 1915 في فيتزجيرالد في الولايات المتحدة، وتوفي في 3 سبتمبر 2003 في كونيرز في الولايات المتحدة بسبب نوبة قلبية.